# 輝咲亘希
因藤 亘洋（いんとう こうよう、1973年9月30日 - ）は、鳥取県米子市出身の俳優、表現・演技コーチ・コンサルタント、人間力トレーナー、表現力コーディネーター、演出家、監督、ライター。 過去に、輝咲 亘希（てらさき こうき）の芸名で一時期活動。SAG（全米俳優協会）会員でもあり、鳥取県米子市の首都圏観光大使も務めている。

## 来歴
デビューは、バンプレストプロデュースによる（原作者：神崎将臣）ハリウッド制作映画『ShogunCop』で、代表作には北野武監督作品『BROTHER』などがある。
映画・TV・CM・PV・ナレーションなど幅広く活躍する売れてない俳優で、その中でも彼の活動の幅広さを感じさせられる出演作品としては、東京ディズニーシーが2001年にグランドオープニングした際からアラジンアトラクション内にて流れる3D映像のアシーム役であったり、Au公式動画コンテンツ『サスペンス動画劇場【『パートナー』シリーズ】』（長嶋役）、また、再現映像による高橋ジョージ役である。
舞台演出だけでなく、映像監督としては、2009年には、自身で立ち上げた（株）ザ・ブルーマーズフィールドにてProduceした（協力：サイバークエストコーポレーション）による、Au公式動画コンテンツ『サスペンス動画劇場「薬指伝説」』にて監督デビューを果たした。
他、月刊雑誌「バイクブロス」では、セント・アントニオ・コウヨウのペンネームでコラム執筆をし、 2013年4月より一年半「新日本海新聞」の「潮流」というコーナーにて、本名、因藤亘洋の名前でコラムを提供もしている。
現在は、俳優・声優・ナレーター・ライター・演出家・監督活動のみでなく、演技レッスンクラスフィールドォブアクティング(前：（株）ザ・ブルーマーズフィールド)の代表を務めるなか、自ら日本・海外で得た経験・知識・技術などをいかし、俳優への個人レッスン、養成所・門学校・劇団でのグループレッスンをはじめ、表現コンサルタント/人間力トレーナー/表現力コーディネーターとして、一般人やビジネスマン方々へ向けた講演セミナー、企業への社員研修を行っている。
今井雅之、伊藤裕正、日野誠二、神田瀧夢、尾崎英二郎などの役者と交友関係にあり、その他にもアナウンサーの堤信子、また、映画監督前田直樹と深い付き合いをしている。
講演
松山商工会議所 など
社員研修
ヤマザキ製パン株式会社　/　リンガーハット株式会社　/ (株)アカウンティングワークス　など
進学セミナー
東京都立淵江高校 / 東京都私立科学技術学園高等学校

### テレビドラマ
- マジすか学園2（2011年 テレビ東京） - やくざ 役
- 不毛地帯（2009年 フジテレビ系列） - 近畿商事運輸部社員 役

### テレビ
- 訂正させてください2〜人生を狂わせたスキャンダル〜（2017年 フジテレビ、VTR出演）
- 人生が変わる1分間の深イイ話（2011年 日本テレビ、VTR出演）
- ザ・ベストハウス123（2011年 フジテレビ、VTR出演）
- 超えるテレビ「今世紀最大の奇跡III」（2000年 TBS）
- Viva Vegas 〜ビバ・ベガス〜（1999年 ペイン語放送USA）

### モバイルドラマ
- サスペンス動画劇場『パートナー#2 〜イヌイの男〜』(2010年　au携帯公式動画)　主演：長嶋役
- サスペンス動画劇場『パートナー#1 〜桜木荘奇譚〜』(2009年　au携帯公式動画)　主演：長嶋役

### 映画
- 無垢なモノ（2006年 筒井勝彦 監督）
- SUPPINぶるぅすザ・ムービー（2003年 今井雅之 監督）
- Brother（2001年 北野武 監督）
- 漂流街（2000年 東宝 三池崇史 監督）
- ShogunCop（1999年 フレデリック・ベイリー 監督）

### Videoシネマ
- 極道龍二　（2011年 宮坂武志 監督）

### CM
- 大成商事（ベガスベガス 〜ダイナマイト刑事編〜）
- 工藤住宅
- オリコクレジットカード
- SANKYOパチンコ
- NTT東日本（Web CM）
- コカ・コーラ 〜全米〜
- メリルリンチ 〜全米〜
- ESPN 〜全米〜
- ペリカン便USA 〜米日本語放送〜
- JapaneseOfficeServiceUSA 〜米日本語放送〜

### アトラクション・フィルム
- 東京ディズニーシー（アラジン）

### PV
- Cobra Starship 「Good Girls Go Bad」（ワーナーミュージックジャパン）
- 裁判員裁判弁護マニュアル（第一法規）
- 日系レストラン（日経BP社）

### ナレーション
- CIBAVISION
- 寿製版株式会社

### 吹き替え
- パールハーバー

### スチール
- 大成商事「ベガスベガス（ダイナマイト刑事編）」

### ラジオ
- シニアの扉（山陰放送）
- なでしこラジオ（ShibuyaFM）
- SUNDAY DARAZ MAGAZINE（DARAZ FM）

### 監督作品
- ウェルスダイナミクスVP
- サスペンス動画劇場『薬指伝説』au 携帯電話公式動画
- サスペンス動画劇場『もしかして、殺人犯!?』au 携帯電話公式動画

### 演出作品
- つけづ離れづ
- 3人の女〜眠れない夜〜
- The Phantom Of The TRI 4部作
- Hell's Judgement 〜裁判in裁判〜 4部作
- バーカウンターの女
- 現代高瀬舟
- バス亭のある風景
- サンシャインボーイズ
- Double Dam Decision 4部作
- Heaven's Judgment 4部作
- Upside down（アップサイドダウン）
- 首領・key・法廷
- バックステージ
- Winds Of God
- 味わい！
- 世にはばかるおとめごかし
- おかしな二人
- 東京下町現代

### その他
演技指導指導
- 日本タレント協会
- ザ・ブルーマーズフィール
- Neoカルチャースクール
- 東京工学院専門学校
- シアターオブアーツ日本校 〜ESP系列〜

執筆
- 新日本海新聞-潮流-コラム掲載
- 月刊バイクブロス（ペンネーム：セント・アントニオ。コウヨウ） - 記事掲載